# Agésandros
Agésandros ou Hagésandros (en grec ancien Ἀγήσανδρος / Agêsandros, littéralement « guide des hommes ») est un sculpteur grec du Ier siècle av. J.-C., actif à Myrina (deuxième ville de l'île de Lemnos). 

## Biographie

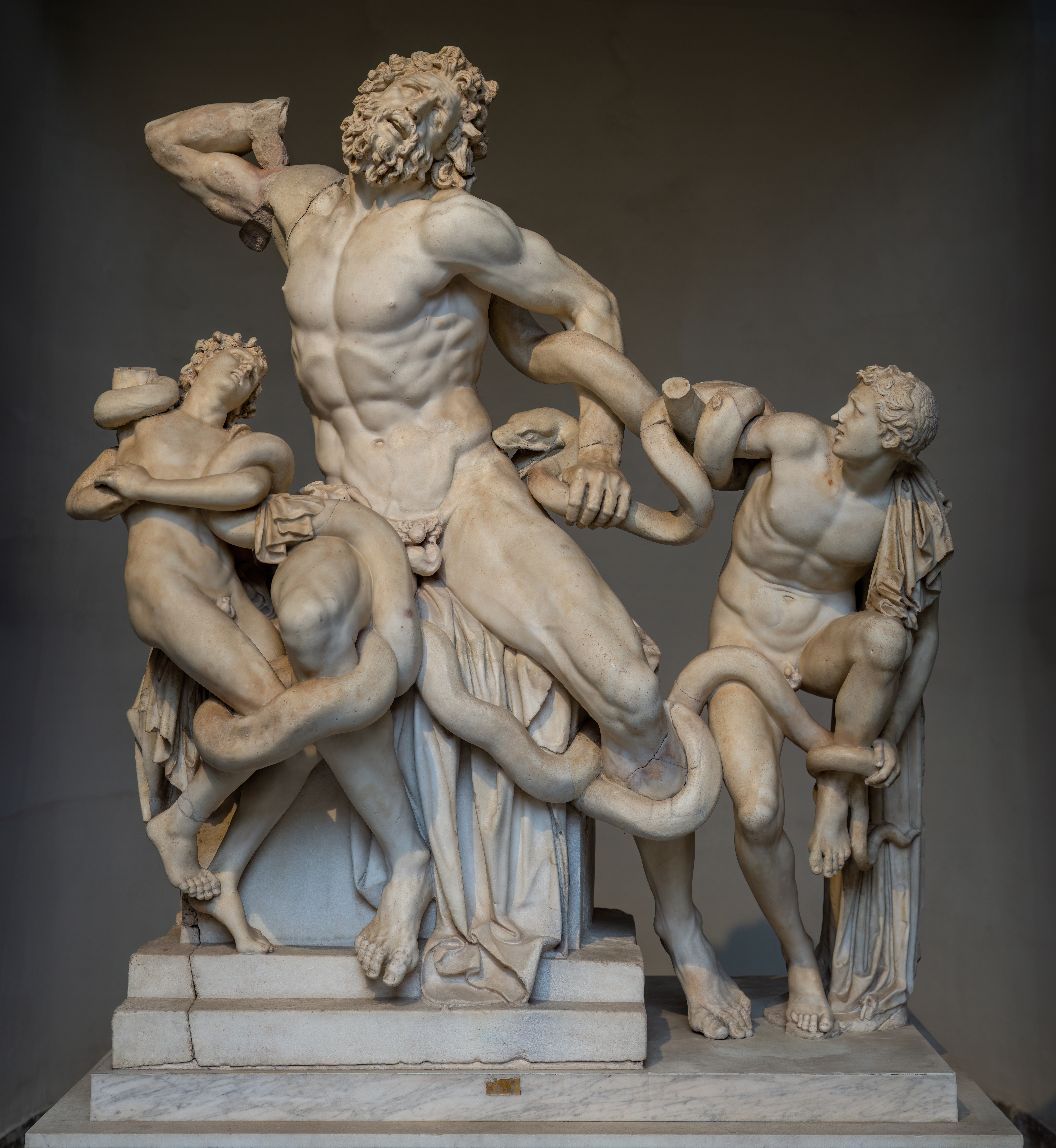
Groupe du Laocoon, Rome, musée Pio-Clementino.

Comme ses condisciples Athénodore et Polydore, Agésandros fait partie de l'école rhodienne. Pline l’Ancien leur attribue le groupe du Laocoon, considéré comme un des chefs-d’œuvre de la statuaire antique, conservé à Rome au musée Pio-Clementino.